# 高畠藩
高畠藩（たかはたはん）は、出羽国（後の羽前国）置賜郡（現在の山形県東置賜郡高畠町）に存在した藩。ただし、現在の高畠町の全域を領地としていたわけではなく、町の中心部にあった高畠村、小郡山村、泉岡村、塩森村、相森村、柏木目村の6村のみであった。高畠城は上杉氏が管理していたが、織田氏は無城大名格のため、高畠陣屋を藩庁とした。上杉氏は織田領以外の町域を高畠城で統治した。嘉永元年（1848年）から米沢藩領の上杉氏の預り地は、織田氏高畠藩領より広大で、屋代のみでも最大で3万7千石、ほかに村山郡があった。

## 藩史
藩主家は織田氏である。明和4年（1767年）8月、上野国小幡藩主織田信邦が明和事件に連座したため、信邦は幕命により強制隠居の上、蟄居を命じられた。家督は弟の信浮が相続し、小幡から高畠への移封を命じられた。封地としては、上述の高畠の六村と天童など村山郡の一部、信夫郡の一部。なお、この時にそれまでの織田氏の国主格などの特権も全て剥奪され無城（陣屋）大名に降格された。困窮する信浮をはじめ藩士は陣屋が藩庁として整うまで、役宅などに在住するなど上杉氏の庇護を受けた。高畠陣屋は、高畠城の縄張り内に置いたが、のち糠野目に移された。旧陣屋は破却はされず米沢藩が管理した。
天明2年（1782年）からの天明の大飢饉で藩財政がさらに悪化し、家臣団ですら食うに困って織田家から辞した者も少なくなく、藩主たる信浮は幕閣に対し小幡への復帰を嘆願したが、叶えられなかった。文化7年（1810年）には陣屋が焼失し、再び上杉氏の援助を受けた。
文政9年（1826年）には2度目の焼失で、織田氏はまた高畠城内の旧陣屋に戻り、糠野目の陣屋は再建されなかった。
信浮の跡を継いだ織田信美は、所領の大部分が天童を中心とした村山郡に集中していることを考慮して、居館を高畠陣屋から天童に移そうとした。文政11年（1828年）5月に幕府から移転を許され、天保元年（1830年）に陣屋を天童に移した。このため、以後は「天童藩」となった。

## 歴代藩主
織田家
2万石 外様
1. 信邦（のぶくに）〔従五位下 美濃守〕
2. 信浮（のぶちか）〔従五位下 左近将監〕
3. 信美（のぶかず）〔従五位下 越前守〕

## 藩邸
- 上屋敷は丸の内（現在の千代田区丸の内二丁目）、下屋敷は築地（現在の中央区築地三丁目）にあった。
- 移封前の小幡藩・のちの天童藩織田氏も同じ。元禄赤穂事件の際、織田家の屋敷を赤穂浪士は避けたルートで引き上げている[3]。